# Alfred Milner, 1:e viscount Milner
Alfred Milner, 1:e viscount Milner, född den 23 mars 1854 i Bonn, Kejsardömet Tyskland, död den 13 maj 1925 i Sturry count nära Canterbury, England, var en brittisk statsman, minister och kolonial administratör.

## Biografi
Milners farfar var en till Tyskland överflyttad engelsman och fadern först läkare i London och sedan engelsk språklärare vid Tübingens universitet, varför partimotståndares påståenden om Milners tyska börd måste sägas ha varit oriktiga. Milner studerade i Tübingen, London och Oxford (där den tidigt bortgångne socialpolitikern Arnold Toynbee var hans närmaste vän, av Milner skildrad i Arnold Toynbee: a Reminiscence, 1885). Han blev 1881 advokat i London, men ägnade sig samma år åt tidningsmannaverksamhet som medarbetare i "Pall mall gazette" under först John Morleys och sedan W.T. Steads huvudredaktörskap. 
Som liberal politiker sökte Milner 1885 förgäves bli invald i underhuset; Gladstones home-rule-politik drev honom 1886 att bryta med liberalerna liksom hans politiske läromästare lord Goschen, som 1887 som skattkammarkansler i Salisburys andra ministär gjorde Milner till sin privatsekreterare. Åren 1889–1892 var Milner understatssekreterare för finansärenden i Egypten, det vill säga med en infödd minister som skylt den verklige finansministern där under intim samverkan med landets egentlige styresman, brittiske agenten och generalkonsuln sir Evelyn Baring. Det engelska arbetet för Egyptens materiella uppryckning skildrade han i England in Egypt (1892). 
Milner innehade därpå 1892–1897 en inflytelserik post i finansministeriet (ordförande i Board of inland revenue och som sådan finansministerns främste medhjälpare vid budgetens uppgörande) samt utsågs våren 1897 till guvernör över Kapkolonin och brittisk "high commissioner" för Sydafrika, ett val, som även på liberalt håll rönte allmänt gillande. Han kom där att genomkämpa boerkrigets svåra kris och leda rekonstruktionsarbetet de första åren efter fredsslutet 1902. Med häpnadsväckande energi ägnade han sig åt sin svåra uppgift. Han företog vidsträckta resor, lärde sig holländska och boerfolkets samtalsspråk ("taal"). 
Milner vädjade i ett programtal i Graaf Reinet (mars 1898) till de holländska kolonisterna att använda sitt inflytande i Transvaal därhän, att dess styrelsesätt komme att "assimileras" med de i Kapkolonin och Oranjefristaten rådande fria institutionerna, samt åtog sig – när denna vädjan förklingade ohörd – så småningom allt bestämdare de till Transvaal inflyttade nya kolonisternas (uitlanders) sak mot Krugers oligarkiska regering. Sedan ett sista försoningsförsök vid ett personligt möte mellan Milner och Kruger (konferensen i Bloemfontein 31 maj–5 juni 1899) blivit fruktlöst, tillspetsades konflikten raskt, till dess i oktober samma år boerrepublikernas ultimatum och krigsutbrottet följde. 
I linje med hans strävan att anglifiera Transvallområdet, sökte han influera utbildningssektorn genom att grundlägga de så kallade "Millerskolorna": Pretoria Boys High School, Pretoria High School for Girls, King Edward VII School, Potchefstroom High School for Boys, Hamilton Primary School och St. Mary's Diocesan School for Girls. 
Milners arbetsbörda under kriget var nedtryckande tung, ej minst till följd av sviktande lojalitet mot riket inom vida kretsar av Kapkolonins holländska befolkningselement, och honom tillkommer ej ringa del av förtjänsten av att den brittiska saken kunde hållas uppe, tills lord Roberts segrar avgjorde krigets utgång. I februari 1901 övertog Milner styrelsen i de båda annekterade boerrepublikerna och lämnade då guvernörskapet över Kapkolonin. Hans stränga regemente och det stöd han omsider motvilligt gav åt gruvindustrins krav på import av färgad arbetskraft stegrade den redan förut starka oviljan mot honom bland hemlandets liberaler till det yttersta, och skarp kritik riktades även mot den "representativa" styrelseform, ett mellanting mellan kronkolonistyrelse och parlamentarisk självstyrelse, som på Milners råd infördes i Transvaal och Oranjeflodskolonien i mars 1905. 
Omedelbart därefter avgick Milner, starkt medtagen till hälsan av 8 års uppslitande arbete (april 1905), och med systemskiftet i England (december samma år) bröt sig även en annan, mot boerfolket förtroendefullare politik igenom i Sydafrika. För de sydafrikanska koloniernas framtida enande hade Milner dock utfört ett förberedande arbete, vars värde ej med fog kan bestridas. Efter hemkomsten framträdde Milner i överhuset som en av de ledande på unionistsidan, särskilt i striden om överhusets vetorätt i lagstiftningsfrågor, varjämte han var en av de ivrigaste förespråkarna för de Chamberlainska tariffreformplanerna. Milner erhöll 1895 knightvärdighet, upphöjdes 1901 till peer (baron Milner) och blev 1902 viscount.
Milner blev i december 1916 medlem av krigskabinettet i Lloyd Georges ministär, var i februari 1917 engelsk regeringsrepresentant vid de allierades överläggningar i Sankt Petersburg och hade mars 1918 väsentlig andel i, att Ferdinand Foch blev överbefälhavare över de allierades arméer på västfronten. Han blev krigsminister i april samma år och var efter ministärens rekonstruktion kolonialminister januari 1919-februari 1921. Vid fredskonferensen i Paris 1919 var Milner en bland Brittiska rikets förhandlingsdelegerade. 
Då förhållandet till Egypten samma år blev kritiskt, sändes Milner dit i spetsen för en fackmannakommission, som december 1919-mars 1920 grundligt studerade förhållandena och efter förhandlingar i London sommaren 1920 med den egyptiske nationalistledaren Zaghlul pascha i november samma år avgav sitt betänkande, som gick ut på erkännande av Egyptens oberoende och ett alliansfördrag med garantier för de brittiska riksintressena. Milner skrev före kriget The Nation and the Empire (1913) och en studie över problemen efter kriget Questions of the Hour (1923).